# Tina Šutej
Tina Šutej (* 7. November 1988 in Ljubljana, SR Slowenien, Jugoslawien) ist eine slowenische Leichtathletin, die sich auf den Stabhochsprung spezialisiert hat und in dieser Disziplin aktuell Inhaberin des Landesrekordes ist.

## Sportliche Laufbahn
Erste internationale Erfahrungen sammelte Tina Šutej im Jahr 2005, als sie beim Europäischen Olympischen Jugendfestival (EYOF) in Lignano mit übersprungenen 3,85 m den fünften Platz belegte. Anschließend erreichte sie bei den Jugendweltmeisterschaften in Marrakesch mit 3,90 m Rang acht. Im Jahr darauf gewann sie dann bei den Juniorenweltmeisterschaften in Peking mit einer Höhe von 4,25 m die Silbermedaille und 2007 schied sie bei den Halleneuropameisterschaften in Birmingham mit 4,05 m in der Qualifikation aus. 2009 nahm sie erstmals an den Mittelmeerspielen in Pescara teil und erreichte dort mit 4,20 m Rang vier und anschließend wurde sie bei der Sommer-Universiade in Belgrad mit 4,25 m Siebte. Zudem belegte sie bei den U23-Europameisterschaften in Kaunas mit 4,25 m den fünften Platz. 2010 qualifizierte sie sich erstmals für die Europameisterschaften in Barcelona und erreichte dort mit übersprungenen 4,35 m den zehnten Platz. Im Jahr darauf gewann sie bei den Studentenweltspielen in Shenzhen mit einer Höhe von 4,55 m die Silbermedaille hinter der Russin Alexandra Kirjaschowa. Zudem nahm sie an den Weltmeisterschaften im südkoreanischen Daegu teil, scheiterte dort aber mit 4,40 m in der Qualifikation. Auch bei den Europameisterschaften 2012 in Helsinki erreichte sie mit 4,15 m nicht das Finale, schaffte aber dennoch die Qualifikation für die Olympischen Spiele in London, bei denen sie aber auch mit 4,25 m nicht das Finale erreichte. Im Jahr darauf wurde sie bei den Mittelmeerspielen in Mersin mit 4,30 m Sechste und 2014 erreichte sie bei den Hallenweltmeisterschaften in Sopot mit übersprungenen 4,55 m Rang zehn, wie auch bei den Freilufteuropameisterschaften im Sommer in Zürich mit 4,35 m.
2015 schied sie bei den Halleneuropameisterschaften mit 4,55 m in der Qualifikation aus und im Sommer nahm sie erneut an den Weltmeisterschaften in Peking teil, schied dort aber ohne einen gültigen Versuch in der Qualifikation aus. Im folgenden Jahr schaffte sie bei den Europameisterschaften in Amsterdam in der Qualifikation ebenfalls keine höhe, schaffte aber dennoch die erneute Qualifikation für die Olympischen Spiele in Rio de Janeiro, bei denen sie diesmal das Finale erreichte und dort mit 4,50 m auf Rang elf landete. 2017 wurde sie bei den Halleneuropameisterschaften in Belgrad mit 4,40 m Achte und schied im Sommer bei den Weltmeisterschaften in London mit 4,35 m in der Qualifikation aus. 2018 gewann sie bei den Mittelmeerspielen in Tarragona mit einer Höhe von 4,41 m die Silbermedaille hinter der Französin Ninon Guillon-Romarin und verfehlte anschließend bei den Europameisterschaften in Berlin mit 4,20 m den Finaleinzug.
Auch bei den Halleneuropameisterschaften 2019 in Glasgow scheiterte sie mit 4,50 m in der Qualifikation, erreichte aber bei den Weltmeisterschaften in Doha das Finale und klassierte sich dort mit übersprungenen 4,50 m auf Rang 13. 2020 wurde sie beim Bauhaus-Galan mit 4,52 m Dritte und im Jahr darauf gewann sie bei den Halleneuropameisterschaften in Toruń mit übersprungenen 4,70 m die Silbermedaille hinter der Schweizerin Angelica Moser. Anfang August erreichte sie bei den Olympischen Spielen in Tokio das Finale und wurde dort mit 4,50 m geteilte Fünfte. Anschließend wurde sie bei Weltklasse Zürich mit 4,67 m Dritte und siegte im September mit 4,70 m bei der Gala dei Castelli. Im März 2022 steigerte sie den slowenischen Rekord in der Halle auf 4,80 m und gewann kurz darauf bei den Hallenweltmeisterschaften in Belgrad mit einer Höhe von 4,75 m die Bronzemedaille hinter den US-Amerikanerinnen Sandi Morris und Katie Nageotte. Im Mai wurde sie beim British Grand Prix mit 4,65 m Zweite und siegte anschließend mit 4,65 m beim Ostrava Golden Spike. Bei den Weltmeisterschaften in Eugene gelangte sie mit 4,70 m im Finale auf Rang vier. Daraufhin gewann sie bei den Europameisterschaften in München mit 4,75 m die Bronzemedaille hinter der Finnin Wilma Murto und Katerina Stefanidi aus Griechenland. Ende August siegte sie mit 4,60 m bei der Athletissima und wurde dann bei Weltklasse Zürich mit 4,61 m Dritte, ehe sie beim Hanžeković Memorial mit derselben Höhe siegte. 2023 verbesserte sie den slowenischen Landesrekord auf 4,82 m und gewann im März bei den Halleneuropameisterschaften in Istanbul mit 4,75 m die Silbermedaille hinter der Finnin Wilma Murto. Im Mai wurde sie mit 4,76 m Zweite bei der Doha Diamond League und auch bei der Golden Gala Pietro Mennea gelangte sie mit 4,71 m auf Rang zwei. Im Juni wurde sie bei der 2. Liga der Team-Europameisterschaft im Zuge der Europaspiele in Chorzów mit 4,70 m Erste und sicherte sich damit ligenübergreifend die Silbermedaille hinter der Finnin Wilma Murto. Anschließend siegte sie mit 4,64 m beim Ostrava Golden Spike wurde beim London Athletics Meet mit 4,71 m Dritte und im August belegte sie bei den Weltmeisterschaften in Budapest mit 4,80 m im Finale den vierten Platz. Im Jahr darauf wurde sie bei der Doha Diamond League mit 4,63 m Dritte und anschließend verzichtete sie bei den Europameisterschaften in Rom kurzfristig auf einen Start. Im August wurde sie bei den Olympischen Sommerspielen in Paris mit 4,40 m im Finale 19. 2025 gewann sie bei den Halleneuropameisterschaften in Apeldoorn mit 4,75 m ihre dritte Silbermedaille in Folge, diesmal erneut hinter der Schweizerin Angelica Moser. Kurz darauf gewann sie bei den Hallenweltmeisterschaften in Nanjing mit 4,70 m die Silbermedaille hinter der Französin Marie-Julie Bonnin.
In den Jahren 2006 und von 2008 bis 2023 wurde Šutej jedes Jahr slowenische Meisterin im Stabhochsprung im Freien sowie 2006 und 2007, 2016 und 2017 sowie 2019, 2023 und 2025 auch in der Halle.